# Eleccions generals de Tanzània de 2010
El 31 d'octubre de 2010 es van celebrar eleccions generals en Tanzània. Les eleccions presidencials van ser guanyades pel president en funcions Jakaya Kikwete del partit Partit de la Revolució (CCM), que va obtenir el 63% dels vots. Les eleccions parlamentàries també les va guanyar el mateix partit, que va obtenir 186 dels 239 escons que es podien guanyar.
En les eleccions a la regió semiautònoma Zanzíbar, Ali Mohamed Shein del CCM va guanyar les eleccions presidencials i el mateix partit també va obtenir el major nombre d'escons en la Cambra de Representants.

## Sistema electoral
Per a les eleccions de 2010, l'Assemblea Nacional tenia 317 membres, dels quals 239 (en lloc de 232) van ser elegits per votació plural en circumscripcions uninominals, 102 estaven reservats per a les dones, cinc triats per la Cambra de Representants de Zanzíbar i fins a set nomenats pel president. El Fiscal General és també membre de l'Assemblea.
La Cambra de Representants de Zanzíbar tenia 50 membres elegits, deu nomenats pel President, i 15 escons per a dones. Els escons per a dones es van assignar als partits que van obtenir escons en la Cambra i es van distribuir en proporció al nombre d'escons que ocupava cada partit. La Cambra també tenia sis membres ex officcio, el Fiscal General i cinc Comissionats Regionals.

## Resultats

### President
| Candidat                          | Partit                                      | Vots       | %     |
| --------------------------------- | ------------------------------------------- | ---------- | ----- |
| Jakaya Mrisho Kikwete             | Partit de la Revolució                      | 5,276,827  | 62.83 |
| Willibrod Peter Slaa              | Chadema                                     | 2,271,491  | 27.05 |
| Ibrahim Haruna Lipumba            | Front Cívic Unit                            | 695,667    | 8.28  |
| Peter Mziray Kuga                 | Partit Progressista de Tanzània - Maendeleo | 96,932     | 1.15  |
| Hashim Spunda Rungwe              | NCCR–Mageuzi                                | 26,388     | 0.31  |
| Muttamwega Bhatt Mgaywa           | Partit Laborista de Tanzània                | 17,482     | 0.21  |
| Yahmi Nassoro Dovutwa             | Partit Democràtic del Poble Unit            | 13,176     | 0.16  |
| Vots nuls/en blanc                | Vots nuls/en blanc                          | 227,889    | –     |
| Total                             | Total                                       | 8,626,283  | 100   |
| Votants registrats (participació) | Votants registrats (participació)           | 20,137,303 | 42.84 |
| Font: African Elections Database  |                                             |            |       |

### Assemblea nacional
| Partit                                      | Vots       | %     | Escons | Escons | Escons    | Escons | Escons |
| Partit                                      | Vots       | %     | Elegit | Dones  | Designats | Total  | +/–    |
| ------------------------------------------- | ---------- | ----- | ------ | ------ | --------- | ------ | ------ |
| Partit de la Revolució                      | 4,641,830  | 60.20 | 186    | 67     | 6         | 259    | –5     |
| Chadema                                     | 1,839,569  | 23.86 | 23     | 25     | 0         | 48     | +37    |
| Front Cívic Unit                            | 818,122    | 10.61 | 24     | 10     | 2         | 36     | +6     |
| NCCR–Mageuzi                                | 193,738    | 2.51  | 4      | 0      | 0         | 4      | +4     |
| Partit Democràtic Unit                      | 113,148    | 1.47  | 1      | 0      | 0         | 1      | 0      |
| Partit Laborista de Tanzània                | 51,003     | 0.66  | 1      | 0      | 0         | 1      | 0      |
| Lliga Nacional per a la Democràcia          | 14,511     | 0.19  | 0      | 0      | 0         | 0      | 0      |
| Partit Democràtic                           | 6,412      | 0.08  | 0      | 0      | 0         | 0      | 0      |
| Partit Progressista de Tanzània - Maendeleo | 5,727      | 0.07  | 0      | 0      | 0         | 0      | 0      |
| Partit Democràtic del Poble Unit            | 4,781      | 0.06  | 0      | 0      | 0         | 0      | Nou    |
| Partit de l'Associació d'Agricultors        | 4,442      | 0.06  | 0      | 0      | 0         | 0      | Nou    |
| Jahazi Asilia                               | 3,972      | 0.05  | 0      | 0      | 0         | 0      | Nou    |
| Sauti ya Umma                               | 3,712      | 0.05  | 0      | 0      | 0         | 0      | 0      |
| Chama cha Haki na Ustawi                    | 2,483      | 0.03  | 0      | 0      | 0         | 0      | Nou    |
| Demokrasia Makini                           | 2,376      | 0.03  | 0      | 0      | 0         | 0      | 0      |
| Aliança Democràtica de Tanzània             | 2,146      | 0.03  | 0      | 0      | 0         | 0      | Nou    |
| Aliança per a la Reconstrucció Nacional     | 1,375      | 0.03  | 0      | 0      | 0         | 0      | Nou    |
| Unió per a la Democràcia Multipartidista    | 1,102      | 0.01  | 0      | 0      | 0         | 0      | Nou    |
| Fiscal General                              | –          | –     | –      | –      | 1         | 1      | 0      |
| Vots nuls/en blanc                          | 285,476    | –     | –      | –      | –         | –      | –      |
| Total                                       | 7,995,925  | 100   | 239    | 102    | 7         | 350    | +26    |
| Votants registrats (participació)           | 20,137,303 | 39.71 | –      | –      | –         | –      | –      |
| Comissió Electoral Nacional, IPU            |            |       |        |        |           |        |        |

### Zanzíbar

#### President
| Candidat                          | Partit                                  | Vots    | %     |
| --------------------------------- | --------------------------------------- | ------- | ----- |
| Ali Mohamed Shein                 | Partit de la Revolució                  | 179,809 | 50.11 |
| Seif Sharif Hamad                 | Front Cívic Unit                        | 176,338 | 49.14 |
| Kassim Bakari Ali                 | Jahazi Asilia                           | 803     | 0.22  |
| Haji Khamis Haji                  | Aliança per a la Reconstrucció Nacional | 525     | 0.15  |
| Juma Ali Khatib                   | Aliança Democràtica de Tanzània         | 497     | 0.14  |
| Said Soud Said                    | Partit de l'Associació d'Agricultors    | 480     | 0.13  |
| Ambar Haji Khamis                 | NCCR–Mageuzi                            | 363     | 0.10  |
| Vots nuls/en blanc                | Vots nuls/en blanc                      | 6,109   | –     |
| Total                             | Total                                   | 364,924 | 100   |
| Votants registrats (participació) | Votants registrats (participació)       | 407,658 | 89.52 |
| Font: African Elections Database  |                                         |         |       |

#### Cambra de Representants
| Partit                               | Vots    | %     | Escons  | Escons | Escons    | Escons | Escons |
| Partit                               | Vots    | %     | Elegits | Dones  | Designats | Total  | +/–    |
| ------------------------------------ | ------- | ----- | ------- | ------ | --------- | ------ | ------ |
| Partit de la Revolució               | 178,091 | 50.25 | 28      | 11     | 8         | 47     |        |
| Front Cívic Unit                     | 168,082 | 47.43 | 22      | 9      | 2         | 33     |        |
| Jahazi Asilia                        | 3,567   | 1.01  | 0       |        |           |        |        |
| Chadema                              | 2,175   | 0.61  | 0       |        |           |        |        |
| NCCR–Mageuzi                         | 1,046   | 0.30  | 0       |        |           |        |        |
| Aliança Democràtica de Tanzània      | 651     | 0.18  | 0       |        |           |        |        |
| Tanzània Partit Laboral              | 267     | 0.08  | 0       |        |           |        |        |
| Sauti ya Umma                        | 160     | 0.05  | 0       |        |           |        |        |
| Aliança de Reconstrucció nacional    | 111     | 0.03  | 0       |        |           |        |        |
| Partit de l'Associació d'Agricultors | 91      | 0.03  | 0       |        |           |        |        |
| Demokrasia Makini                    | 84      | 0.02  | 0       |        |           |        |        |
| Partit Democràtic                    | 61      | 0.02  | 0       |        |           |        |        |
| Altres partits                       | 7,577   | 2.14  | 0       |        |           |        |        |
| Portaveu                             | –       | –     | –       | –      | –         | 1      | –      |
| Ex officio Membre (Fiscal General)   | –       | –     | –       | –      | –         | 1      | –      |
| Vots nuls/en blanc                   |         | –     | –       | –      | –         | –      | –      |
| Total                                | 354,386 | 100   | 50      | 20     | 10        | 82     | 0      |
| Votants registrats (participació)    | 407,658 |       | –       | –      | –         | –      | –      |
| Font: African Elections Database     |         |       |         |        |           |        |        |

## Cerimònia
La cerimònia de jurament de Kikwete va tenir lloc el 6 de novembre de 2010 en l'Estadi Nacional de Dar es Salaam.